# Nicolae Roșu
Nicolae Roșu (n. 1 septembrie 1943, București) este un sculptor român.
Este absolvent al Institutului de Arte Plastice "Nicolae Grigorescu" din București, unde a studiat în perioada 1962-1968 la specialitatea "sculptură" cu profesorul Rudolf Bedy. Apoi, în perioada 1968-1970 a predat la liceul "Ion Maiorescu" din Giurgiu.
Din 1973 este stabilit în Germania, obținând cetățenia germană în 1981, și lucrează în Straubing, unde își are domiciliul.
A continuat activitatea pedagogică în Germania:
- 1974-1978 - Liceul real din Passau
- 1978-1980 - "Adalbert - Stifter" Gymnasium, Passau Gymnasium, Zwiesel
- 1980-1982 - Stiftland Gymnasium, Tirschenreuth
- 1982-1987 - "St. Michael" Gymnasium, Kloster Metten, Metten
- 1987-1992 - Neutraubling Gymnasium, Neutraubling

Este membru al Berufsverband Bildender Künstler (Uniunea Artiștilor Plastici) din Niederbayern/Oberpfalz.

## Opera
Lucrările lui de sculptură se află în locații în aer liber, în muzee și colecții private din România, Germania, Franța, Austria, Olanda, Finlanda, Israel, U.S.A., China, etc.
Principalele lucrări expuse în locuri publice:
- 1966 - Teatrul de stat din Giurgiu
- 1968 - Costinești - județul Constanța
- 1970 - Casa de cultură a sectorului 6 din București
- 1970 - Tabăra de sculptură de la Comuna Măgura, Buzău
- 1971 - Parcul orășenesc din Arad
- 1972 - Parcul Titan din București
- 1972 - Târgu-Jiu
- 1979 - Camera de comerț și industrie din Altötting
- 1980 - Casa pompierilor din Osterhofen
- 1985 - BancaRaiffeisen dinNeufahrn/Ndb.
- 1999 - Teneriffa, Spania
- 2000 - Clădirea Charlotte, AAC inc., Carolina de Nord, SUA

## Distincții
- 1957 - Premiul 3 la expoziția artiștilor amatori din București;
- 1969-1971 - Bursa "Friedrich Storck" în București;
- 1970 - Premiul pentru sculptură a Uniunii Artiștilor Plastici din România.